# Lazi (Czarnogóra)
Lazi (cyr. Лази) – wieś w Czarnogórze, w gminie Petnjica. W 2011 roku liczyła 27 mieszkańców.